# Östermalm 1:17
| Hörnet Storgatan / Skeppargatan 2013 och 1907 |  | Hörnet Storgatan / Skeppargatan 2013 och 1907 |
| Hörnet Storgatan / Skeppargatan 2013 och 1907 |  |                                               |

Östermalm 1:17 (sydvästra delen av kvarteret Vildsvinet) är en kulturhistoriskt värdefull fastighet i hörnet Storgatan / Skeppargatan på Östermalm i Stockholm. I kvarteret har det funnits bryggeri, handelsgård, kolerasjukhus, kasern, brandstation och polisstation. Fastigheten anses vara unik för Östermalm och representerar bebyggelsen efter den sista stora handelsgården i stadsdelen. Kvarterets åtta byggnader ägs av AB Stadsholmen och är blåmärkta av Stadsmuseet i Stockholm, vilket innebär "att bebyggelsen bedöms ha synnerligen höga kulturhistoriska värden".

## Historik

### Malmborgs gård

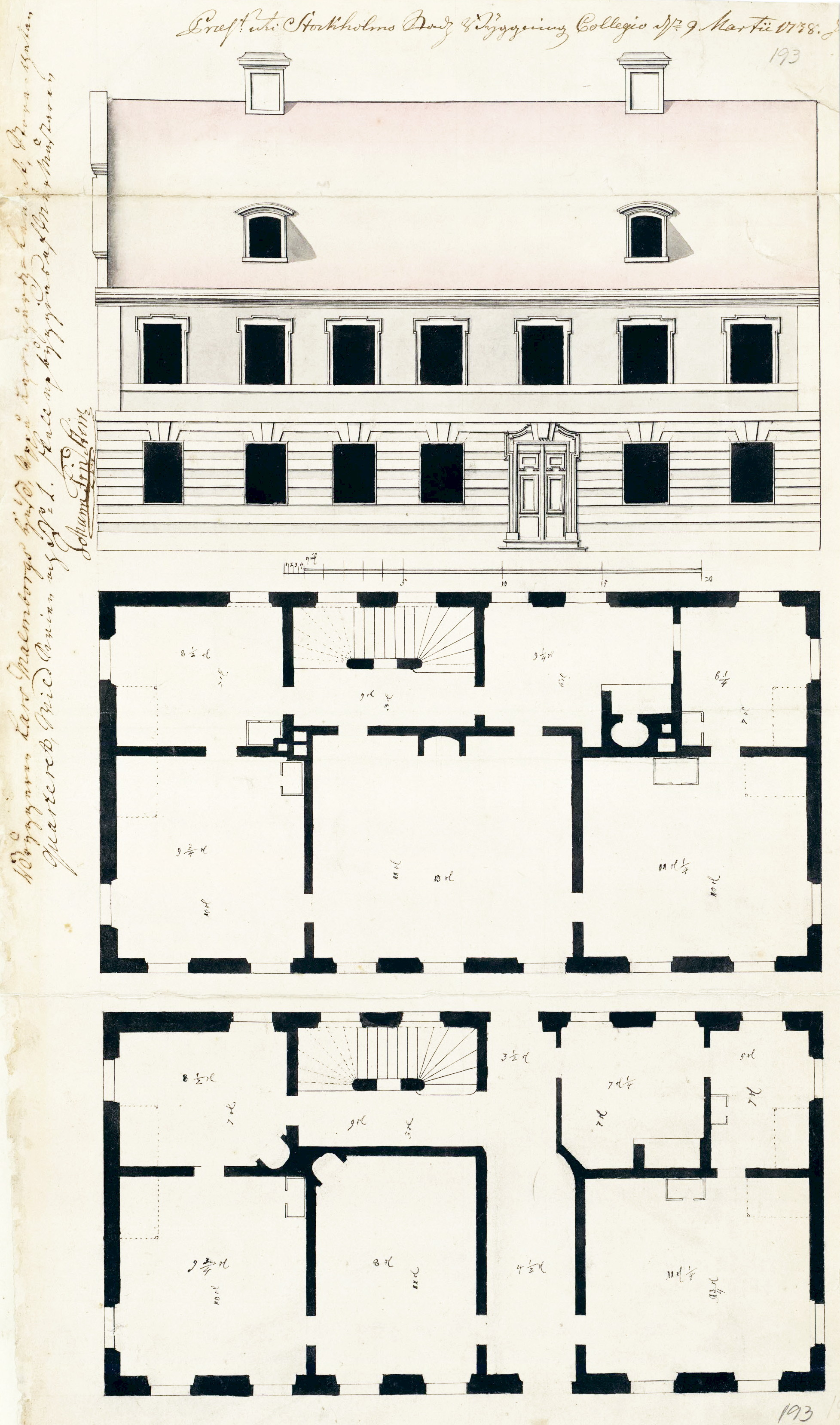
Malmborgs gård 1738.

Tomten i hörnet Storgatan / Skeppargatan förvärvades 1721 av bryggaren Lars Malmborg (död 1757). Mot Storgatan lät han bygga sin gård som var ett av de första stenhusen på Ladugårdsgärdet. Byggmästare och arkitekt var murmästaren Johan Friedrich Stein vars bygglovsritning från mars 1738 alltjämt finns bevarad. Stein invandrade från Berlin och uppförde tolv nybyggnader i Stockholm under åren 1735–1742.
Hans ritning visar en tvåvåningsbyggnad, sju fönsteraxlar lång och med huvudentrén mot Storgatan. Fasaderna gestaltades med rusticerande bottenvåning och profilerade putsomfattningar kring entréporten och runt fönstren i övervåningen. Kortsidan mot Skeppargatan hade två fönster i vardera våning och avslutades upptill av en volutgavel. Byggnaden hade samma planmått som dagens och byggdes på med en våning 1789.
År 1744 köpte Malmborg även norra delen av kvarteret och lät bygga flera mindre hus på gården, speciellt byggnader för Malmborgs bryggeriverksamhet. Vid den tiden var gården helt kringbyggd med bland annat stall, handelsbod, mälthus, brygghus, ölbod, bagarstuga och ett vagnshus. Det fanns även en liten krog och en tvättstuga.

### Handelshus
Efter Malmborgs bryggeri drev handelshuset Lüning & von Bippen en framgångsrik spannmålshandel i kvarteret. Firman bildades 1740 av grosshandlarna Philip von Bippen (1704–1766)  och Christian Lüning (1718–1757). Man importerade huvudsakligen spannmål och textil. Handelshuset hörde vid sin tid till de tio största importfirmorna i Stockholm.
År 1789 höjdes Malmborgs bostadshus med en våning när lärfthandlaren Abraham Keyser (1745–1811) hade sin verksamhet i kvarteret. Keyser var en förmögen man och lät även uppföra det efter honom uppkallade Keyserska huset som låg vid Rödbotorget samt sommarnöjet Johannelunds gård på norra Traneberg.
Nästa ägare var greven Gustaf Snoilsky, farfar till författaren Carl Snoilsky. Gården kallades då i folkmun för ”Snokens hus”. Under Gustaf Snoilskys tid ombyggdes gårdens gamla mält- och spannmålshus som ligger mot Skeppargatan till bostadshus.

### Militärt logement och sjukhus

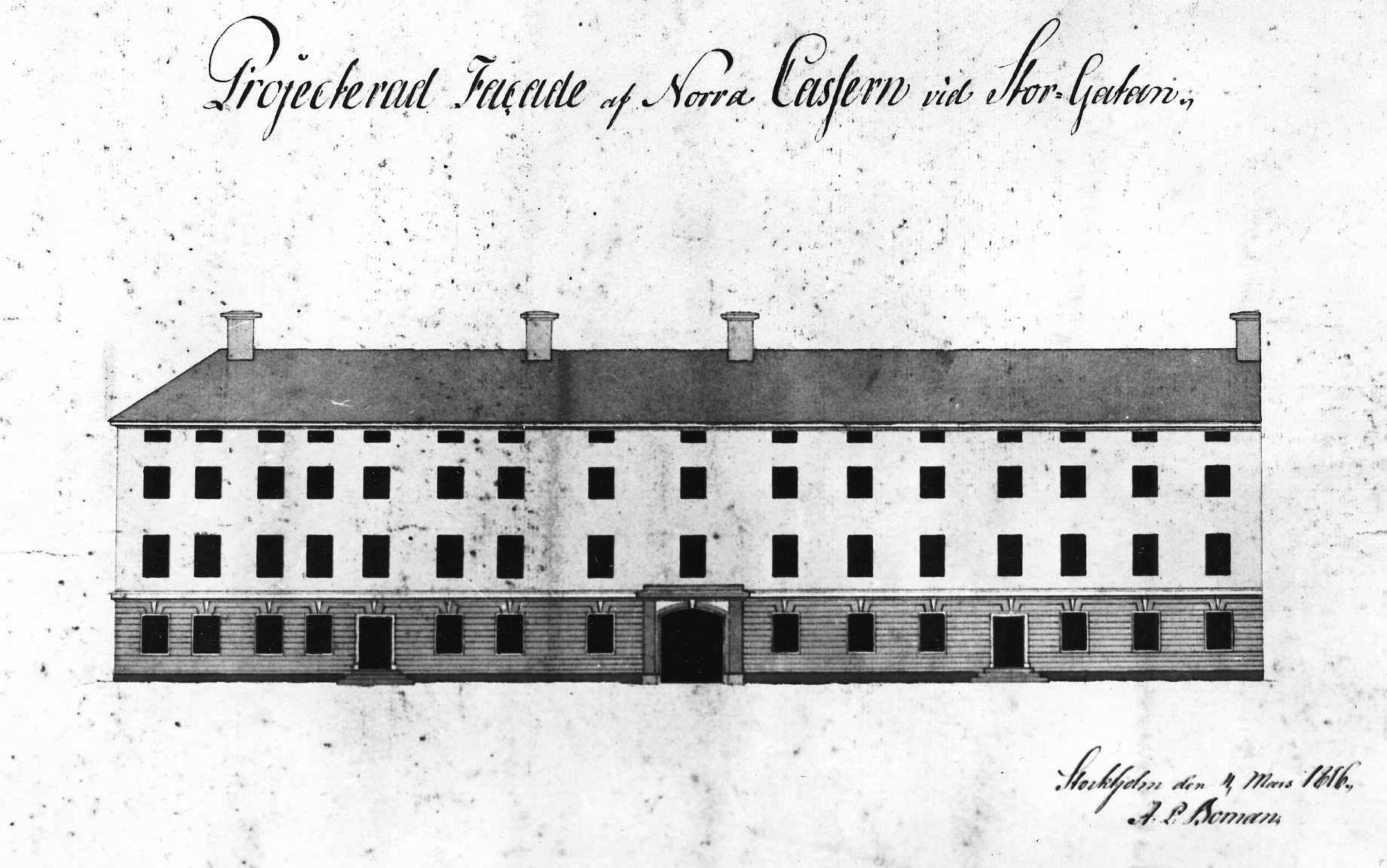
Tillbyggd logementsbyggnad, förslag 1816 (ej utfört projekt).

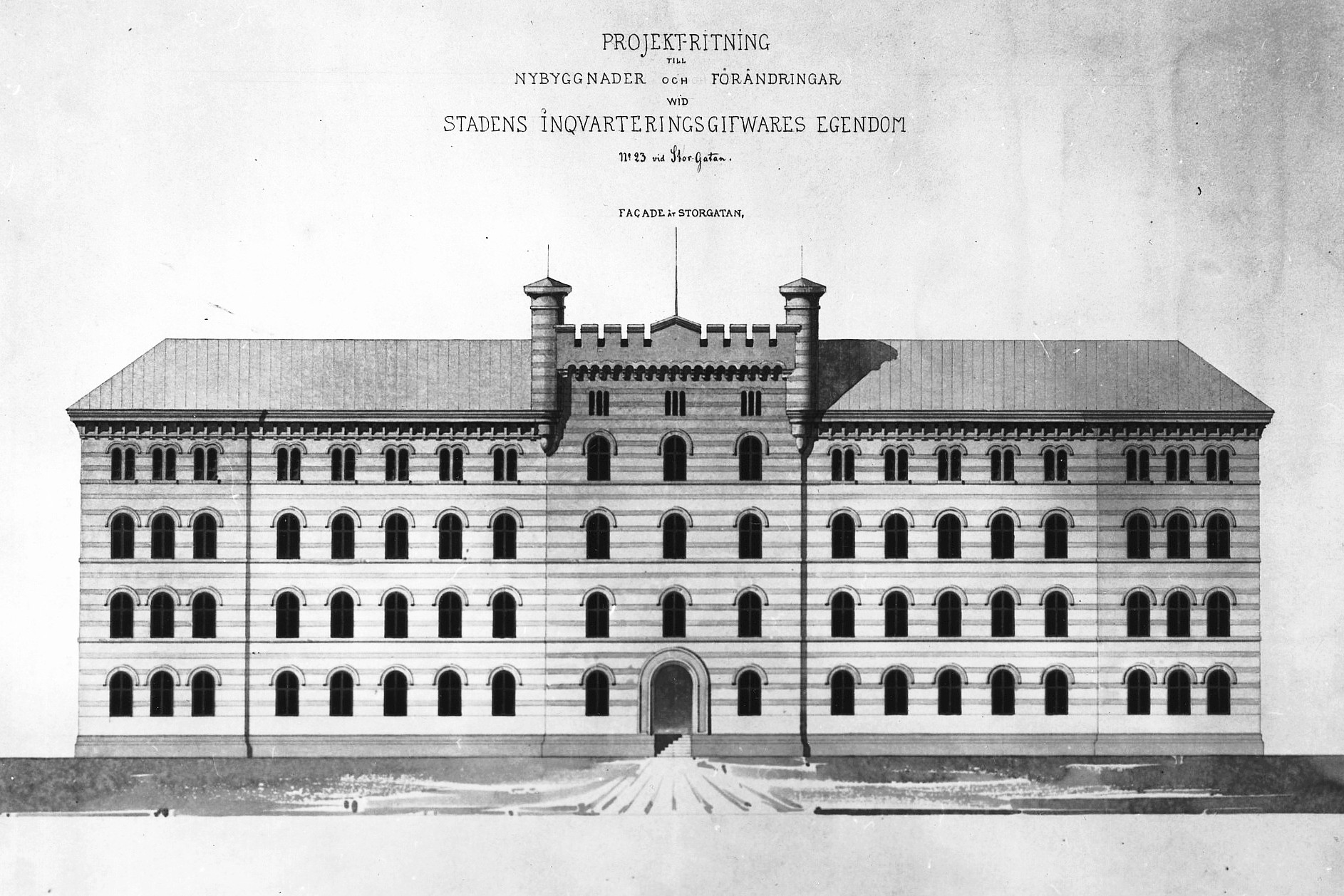
Ny logementsbyggnad, förslag 1861 (ej utfört projekt).

År 1812 köptes fastigheten av Stockholms stad för inkvarteringskommissionens räkning som ansvarade för att ordna logi för de militära trupperna i staden. 1816 framlades ett första förslag för en tillbyggnad av hörnhuset mot Storgatan: Projecterad Facade af Norra Casern vid Stor-Gatan. Planen var att förlänga Malmborgs huvudbyggnad utmed hela tomtens bredd. Via ett portal kom man in i bakgården. Projektet genomfördes inte.
Under en kort period fanns här ett sjukhus för soldater som deserterat från den ryska armén och under koleraepidemin i Stockholm 1834 användes lokalerna som kolerasjukhus.
Från den 1 november 1856 och den 30 september 1888 disponerades samtliga byggnader av Stadens norra kasern med soldater ur Hans Majestet Kongens Garde som hade vakttjänst på Stockholms slott. Innan dess var soldaterna inhysta i Koppartälten i Hagaparken. 
År 1861 fanns planer på att riva huset mot Storgatan och där istället uppföra en representativ logementsbyggnad i fyra våningar och med tomtens hela bredd. Även gårdens samtliga byggnader skulle genomgå en omfattande ombyggnad och upprustning. Ritningarna är upprättade 1861 undertecknade av Abraham Ludvig Hedin som var Stockholms stadsarkitekt mellan 1863 och 1898. Även dessa planer stannade emellertid på pappret. Vissa förändringar genomfördes dock, exempelvis höjdes huset utmed Skeppargatan med en våning och i fastighetens nordöstra hörn byggdes ett gymnastikhus.

### Brand- och polisstation

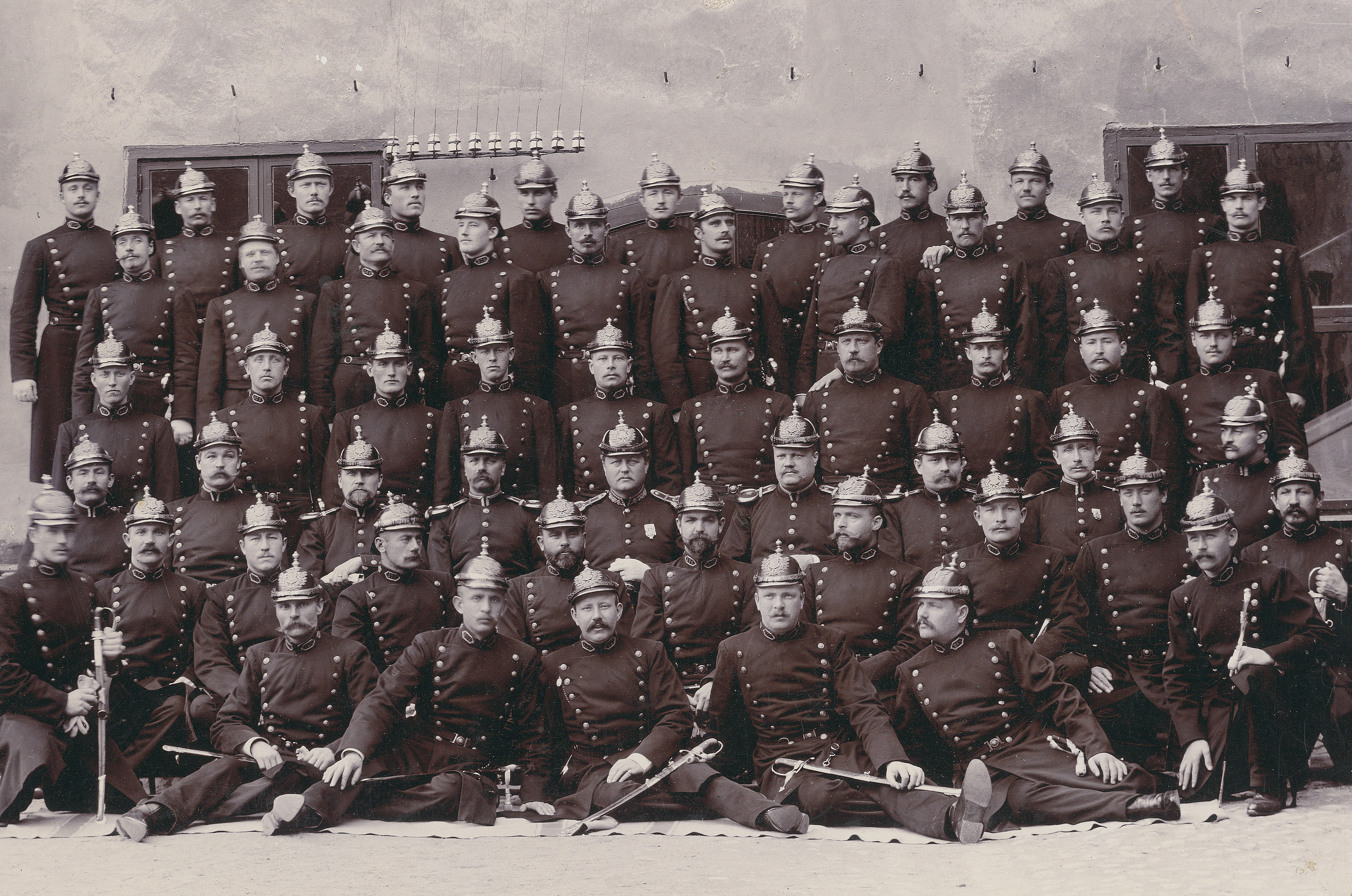
Polisens vaktstyrka. 1890-tal.

Efter att militären lämnat kvarteret övertogs lokalerna 1891 av Östermalms brandstation som tidigare hade sin första brandstation vid dåvarande Ladugårdslandstorget (Östermalmstorg). För att anpassa byggnaden till brandkårens verksamhet uppfördes en garagebyggnad på gården där en hästdragen brandspruta stod parkerad. Senare öppnades tre stora portar i fasaden mot Skeppargatan för stationens brandbilar, stegvagnar och annan utrustning. 1913 byggdes även ett övningstorn på bakgården. 1927 flyttade Östermalmsstationen till sin nya anläggning i kvarteret Ripan vid Östermalmsgatan / Artillerigatan där de fortfarande finns. 
Fastigheten i kvarteret Vildsvinet nyttjades även av polisen som hade en polisstation i huvudbyggnaden med ingång för allmänheten från hörnet Skeppargatan / Storgatan. Kring sekelskiftet 1900 byggdes ett stall med selkammare för polisens räkning. Det ligger rakt fram när man beträder innergården från Storgatan. Stallet har välvda fönster och en fronton med lastbom och lastöppning. 
Omkring 1944 moderniserades hörnhusets bottenvåning och anpassades till polisens ändrade verksamhet (7:de Polisdistriktet). På bottenvåningen fanns då bland annat vaktrum, skåprum, förvaringsrum, förhörsrum, skriv- och telefonrum och ett rum för överkonstapeln. 1955 byggdes fyra arrestceller i lågdelen mot Skeppargatan och omklädnings- och tvättrum för polisen i hörnhusets övre våning. Polisen var kvar till 1973.

Brand- och polisstation
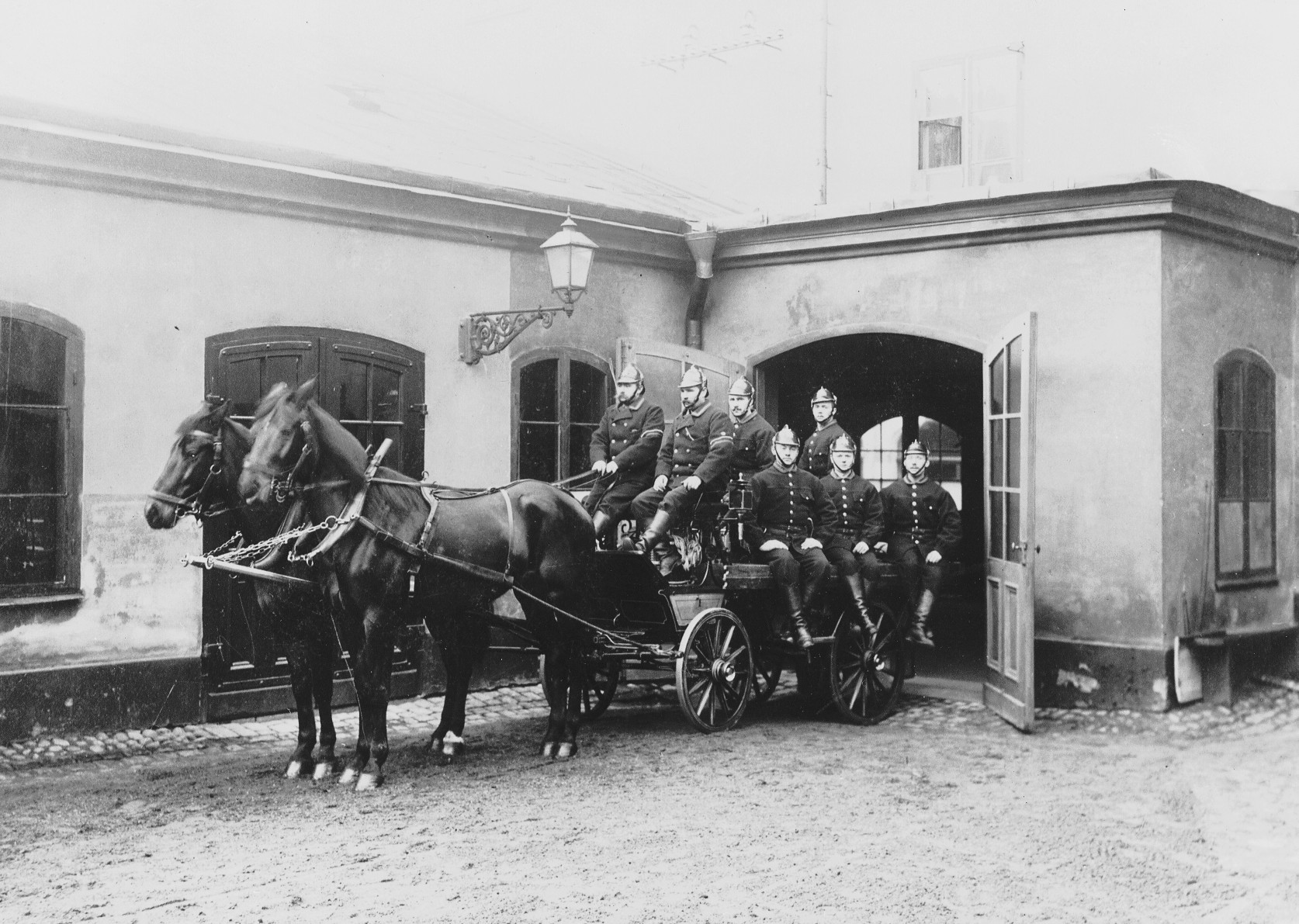
Östermalms brandstation, hästdragen spruta, 1900.
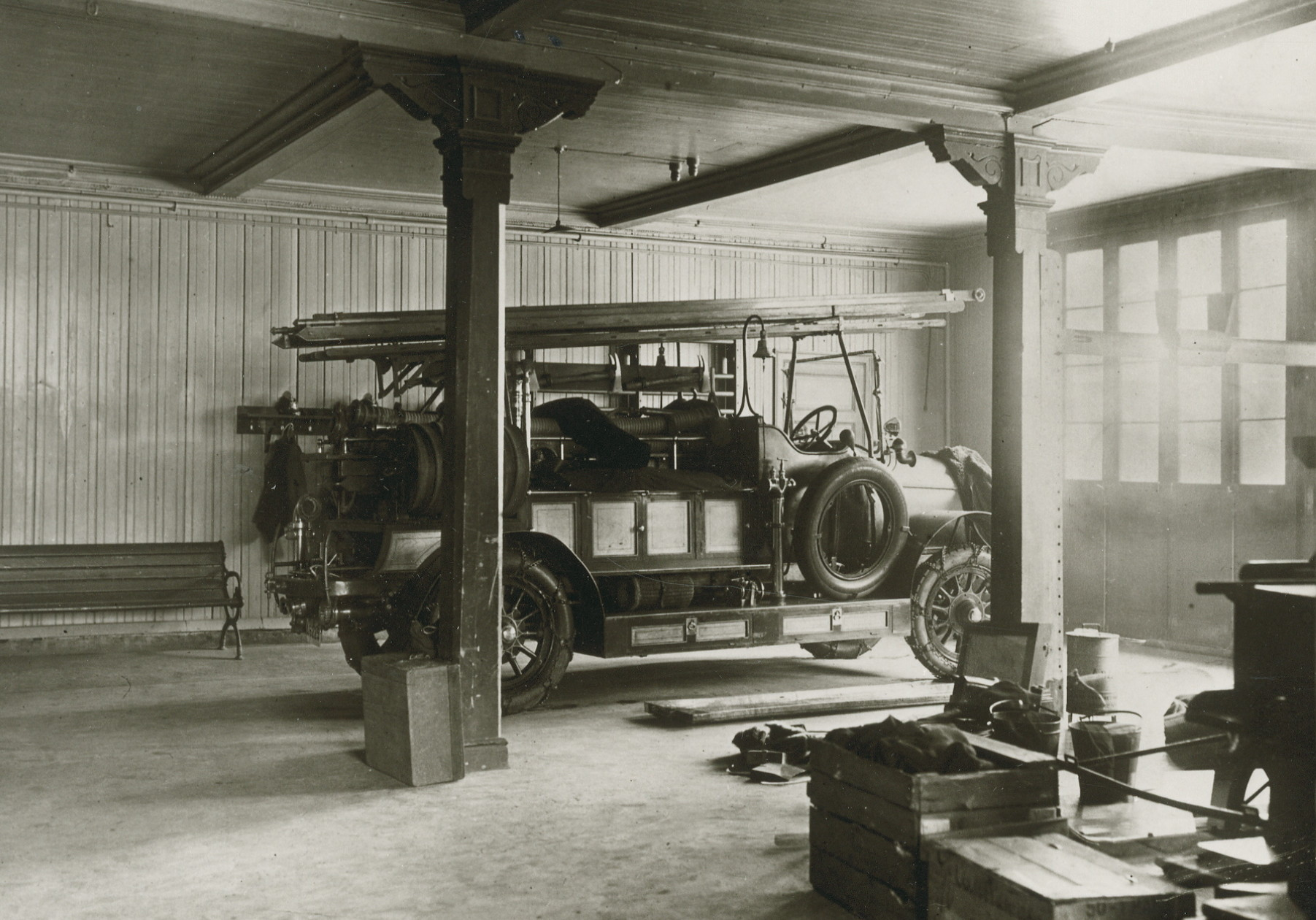
Brandbil i garaget mot Skeppargatan, 1910-tal.
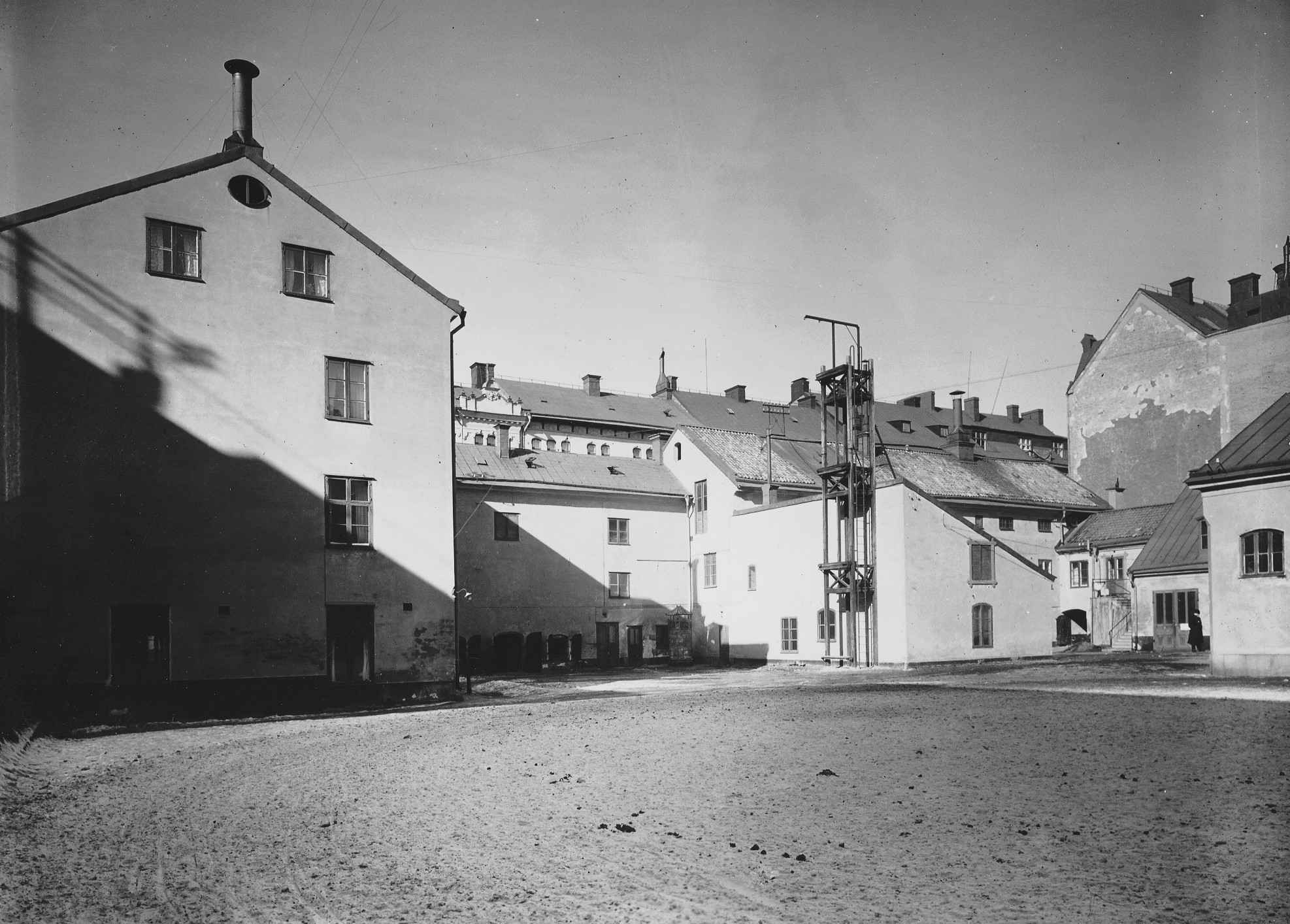
Brandstationens bakgård med övningstorn, 1900.
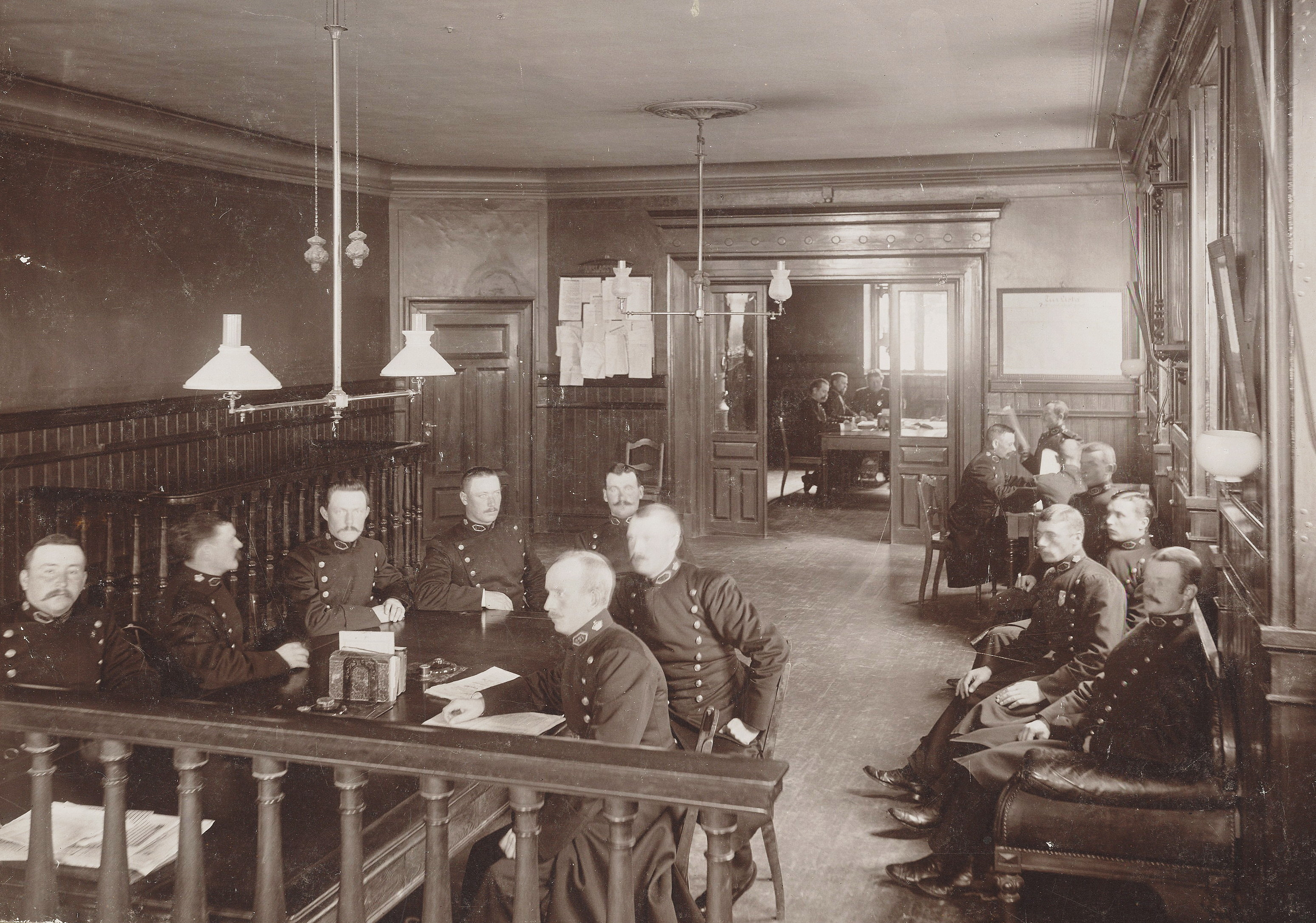
Östermalms polisstation, interiör, 1896.
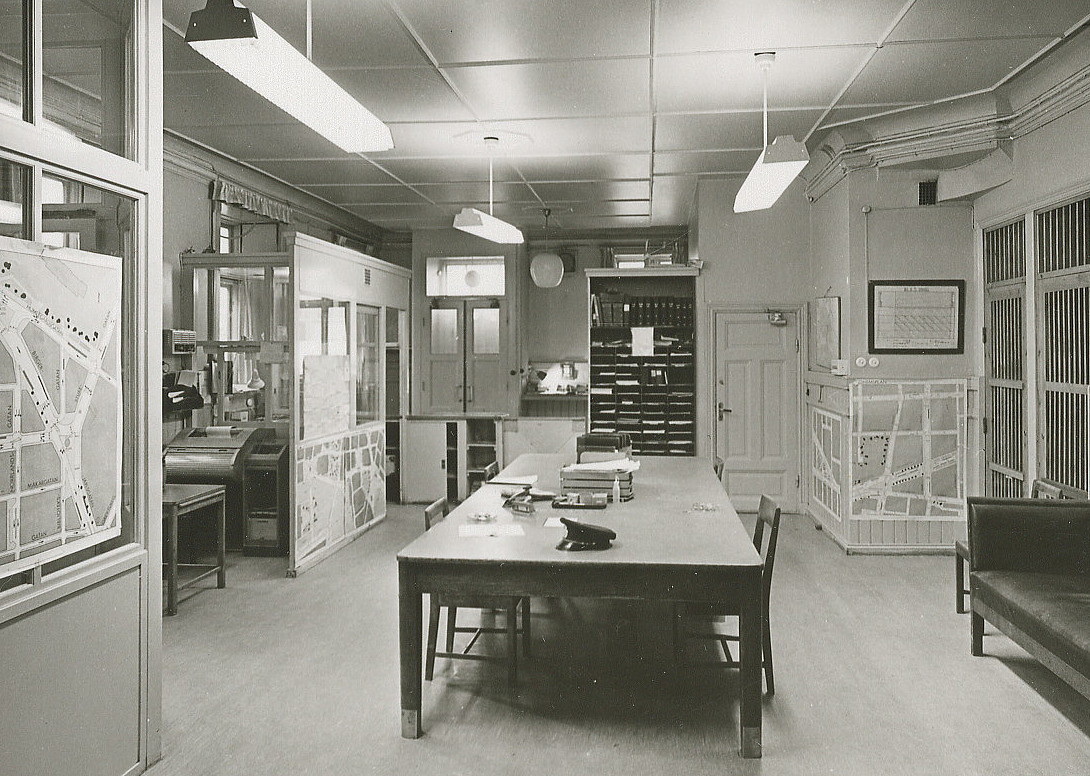
Östermalms polisstation, interiör, 1967.

### Fastighetens vidare öden
Husen längs Storgatan och Skeppargatan rustades upp i slutet av 1970-talet. Stallet och gymnastikhuset hotades dock av rivning och skulle lämna plats för ett större bostadshus i fem våningar. Lokala protester och fastighetens kulturhistoriska arv ledde till att stallet och gymnastikhuset kunde bevaras. Stallet nyttjades av polisen som förvaringsplats för tillvaratagna cyklar och mopeder. 1967 var inredningen med gjutjärnspelare och hästboxar fortfarande intakt, som en samtida fotodokumentation av Lennart af Petersens visar. Stallet och gymnastikhuset byggdes 1986 om som kontor och utställningslokal för ett kontorsmöbelföretag och till polisens gamla lokaler flyttade en förskola. 1989 ändrades fastighetsbeteckningen från Vildsvinet till nuvarande Östermalm 1:17, samtidigt övertogs fastigheten av AB Stadsholmen från Stockholms stads fastighetskontor.

Nutida bilder
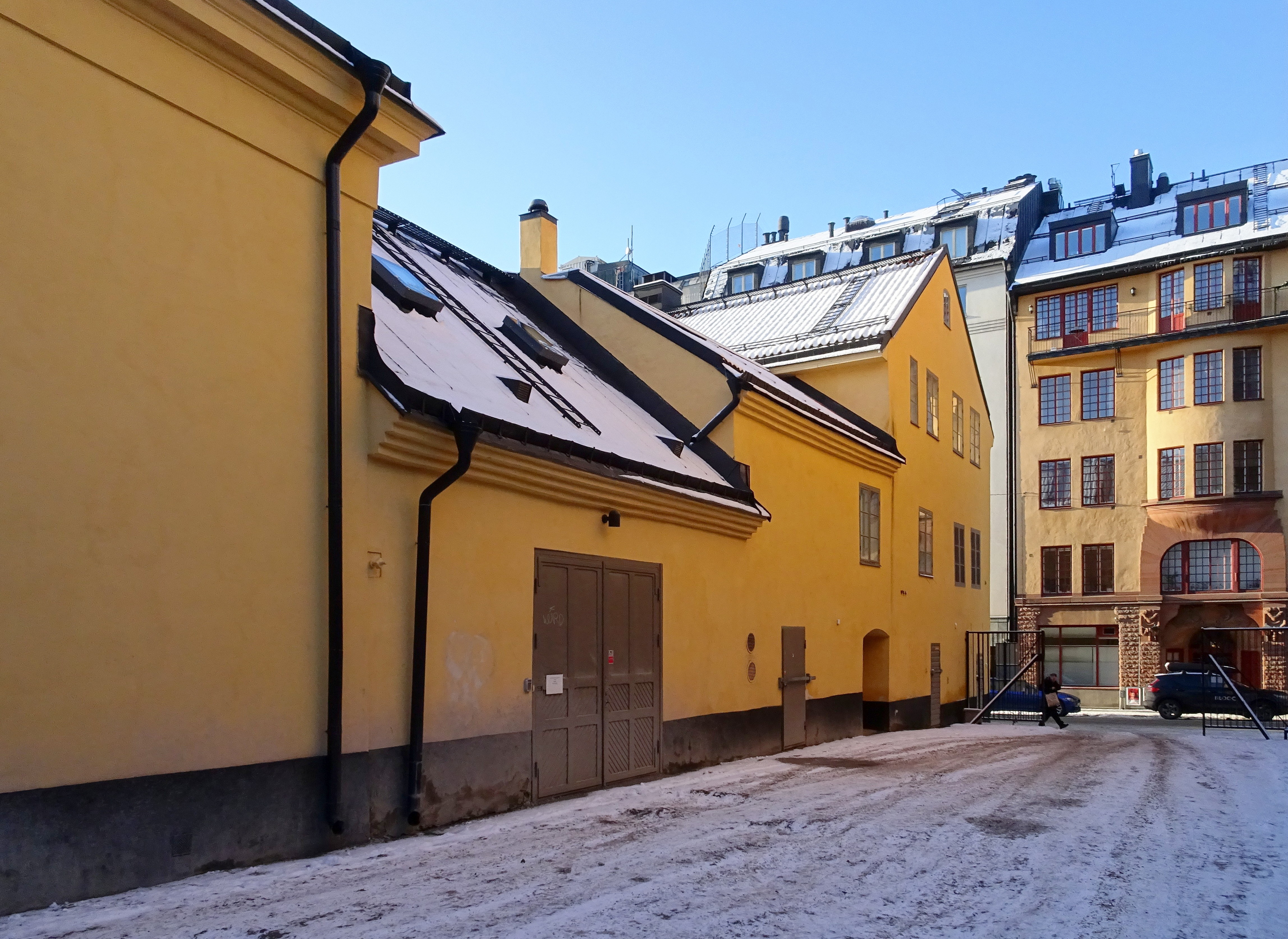
Skeppargatan 38, gården, f.d. brygghus.
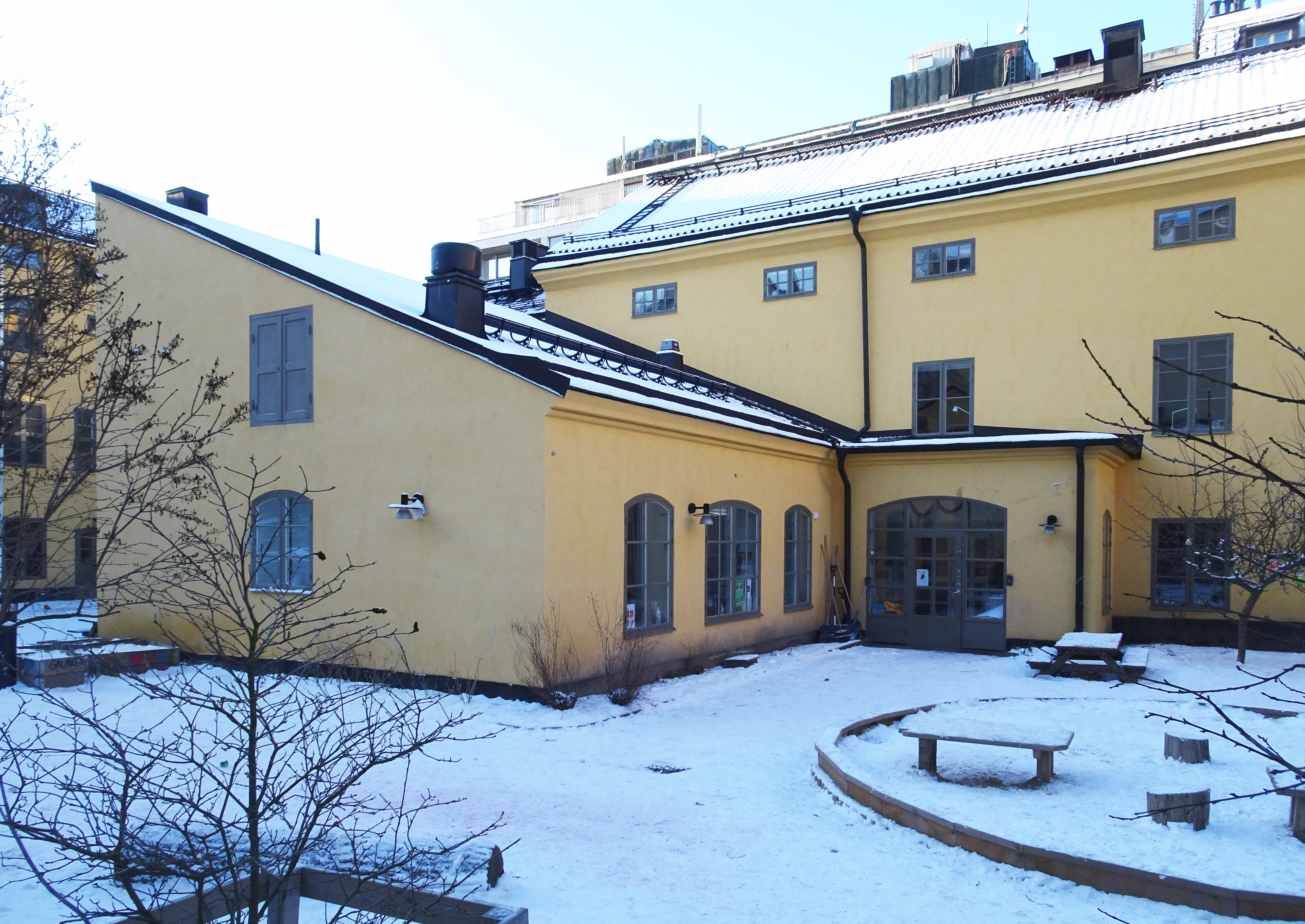
Storgatan 23, gården, f.d. byggnad för Östermalms brandstation.
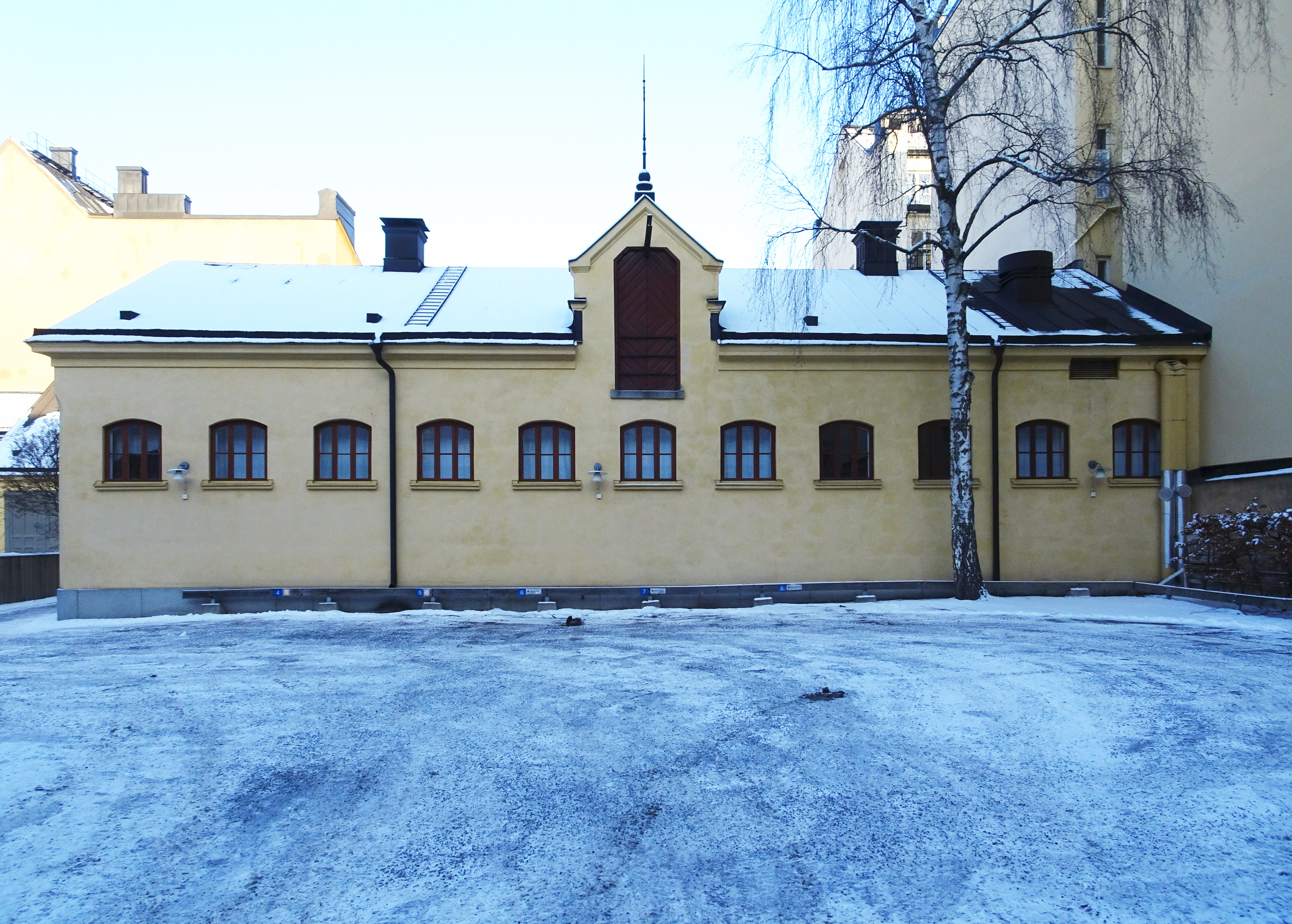
Storgatan 23, gården, f.d. stallet.
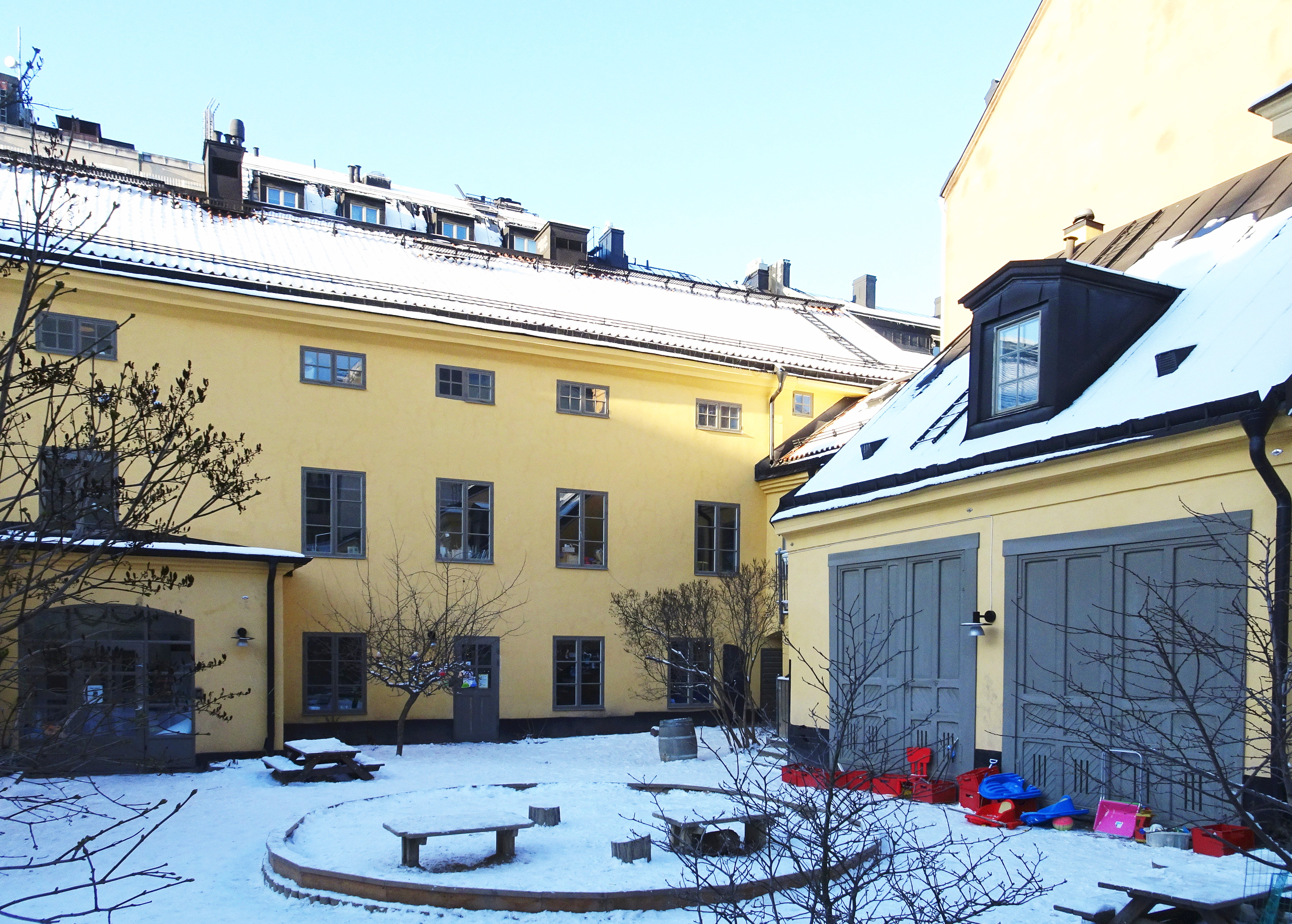
Storgatan 23, gården, f.d. brygghus, ölbod och hästkvarn.
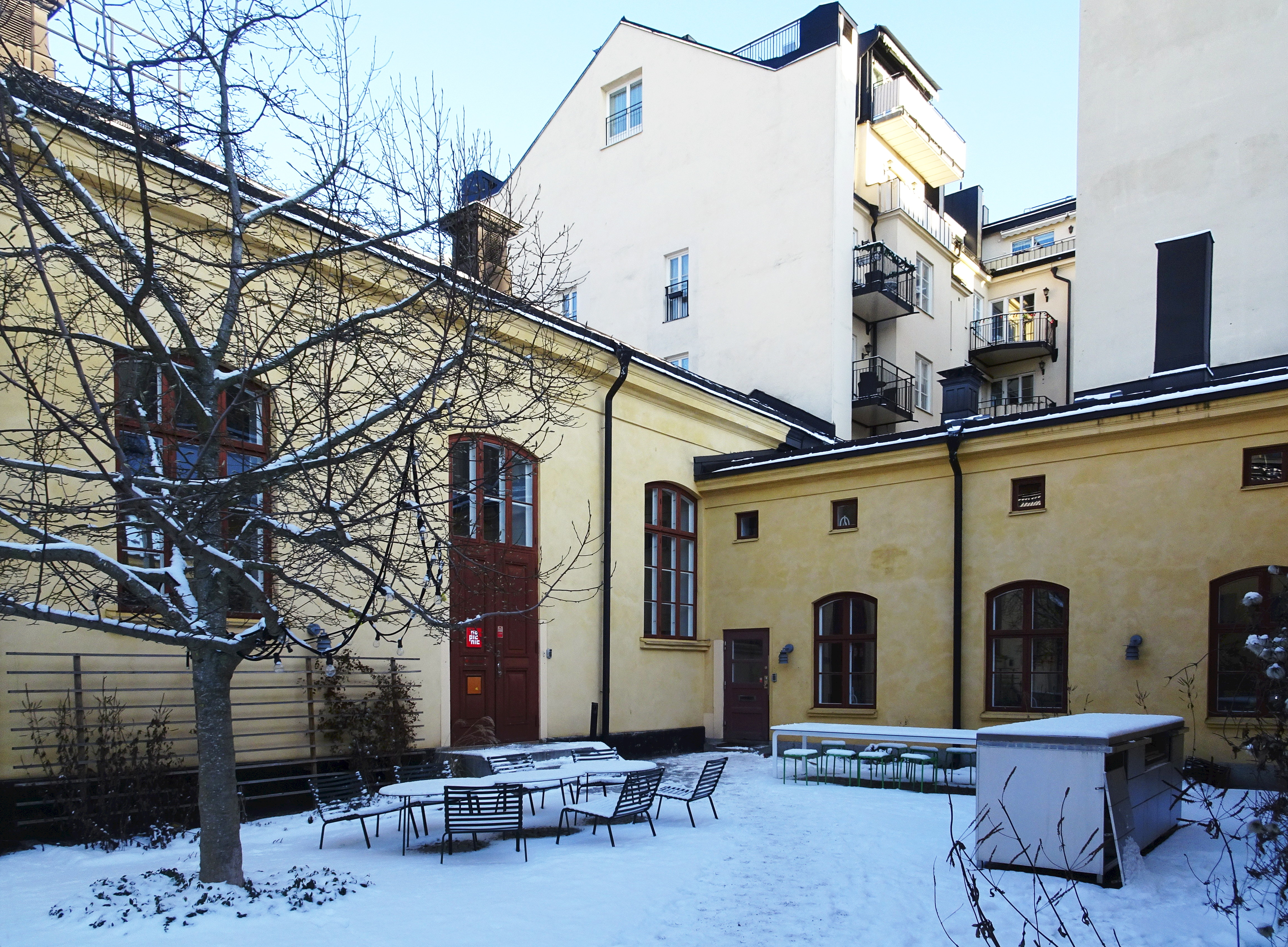
Storgatan 23, gården, f.d. gymnastikhus (t.v.) och selkammare.